# Umala (gemeente)
Umala is een gemeente (Municipio) in de Boliviaanse provincie Aroma in het departement La Paz. De gemeente telt naar schatting 8.345 inwoners (2018). De hoofdplaats is Umala.

## Indeling
De gemeente bestaat uit de volgende 9 kantons:
- Kanton Asunción Huancaroma - 1.583 inwoners (2001)
- Kanton Cañaviri - 803 inw.
- Kanton Llanga Belen - 1.032 inw.
- Kanton Puerto Huari Belen - 1.253 inw.
- Kanton San José de Llanga - 1.039 inw.
- Kanton San Miguel de Copani - 1.449 inw.
- Kanton Santiago de Collana - 576 inw.
- Kanton Umala - 1.509 inw.
- Kanton Vituy Vinto - 339 inw.